# TOI-2109
Désignations
TOI-2109 (également nommée BD+16 3058 ou TIC 392476080) est une étoile située à 873 al (268 pc) du Soleil en direction de la constellation d'Hercule.
Le système est constitué d'au moins une planète, TOI-2109b (nl), découverte en novembre 2021.

## Caractéristiques
- Masse : 1,447 ± 0,077 MSun
- Rayon : 1,698 ± 0,06 RSun[1]
- Type spectral : F0

## Exoplanètes
TOI-2109 b est une exoplanète de la catégorie Jupiter ultra-chaud. D'une masse d'environ 5 MJ, elle a un rayon de 1,35 RJ. Elle orbite à seulement 2,5 millions de kilomètres (0,016 8 ua) de son étoile, et en fait le tour en 0,672 4 jours, soit 16 heures environ. De par sa proximité avec son étoile, il y a lieu de penser qu'elle est verrouillée gravitationnellement et lui présente toujours la même face, avec une face jour dont la température avoisine probablement les 3500°C[Interprétation personnelle ?]. On pense qu'elle est vouée à disparaître, en se rapprochant de plus en plus puis en tombant sur son étoile.
La découverte de l'exoplanète, à l'aide des données du télescope spatial TESS, est publiée le 23 novembre 2021.